# Wić (rzeka)
Wić (biał. Віць, Wić, (ros. Вить, Wit’) – rzeka na Białorusi, lewy dopływ Prypeci. Płynie przez rejony chojnicki i kalinkowicki obwodu homelskiego, zaczyna się koło wsi Nachów w rejonie chojnickim, przez ostatnie 11,5 km biegu przepływa przez Poleski Państwowy Rezerwat Radiacyjno-Ekologiczny, tj. przez najbardziej skażony i wysiedlony obszar Białorusi w pobliżu Czarnobyla. Wpada do Prypeci koło wysiedlonej wsi Tulgowicze. Długość 70 km, zlewnia 991 km².